# Lammhults kyrka

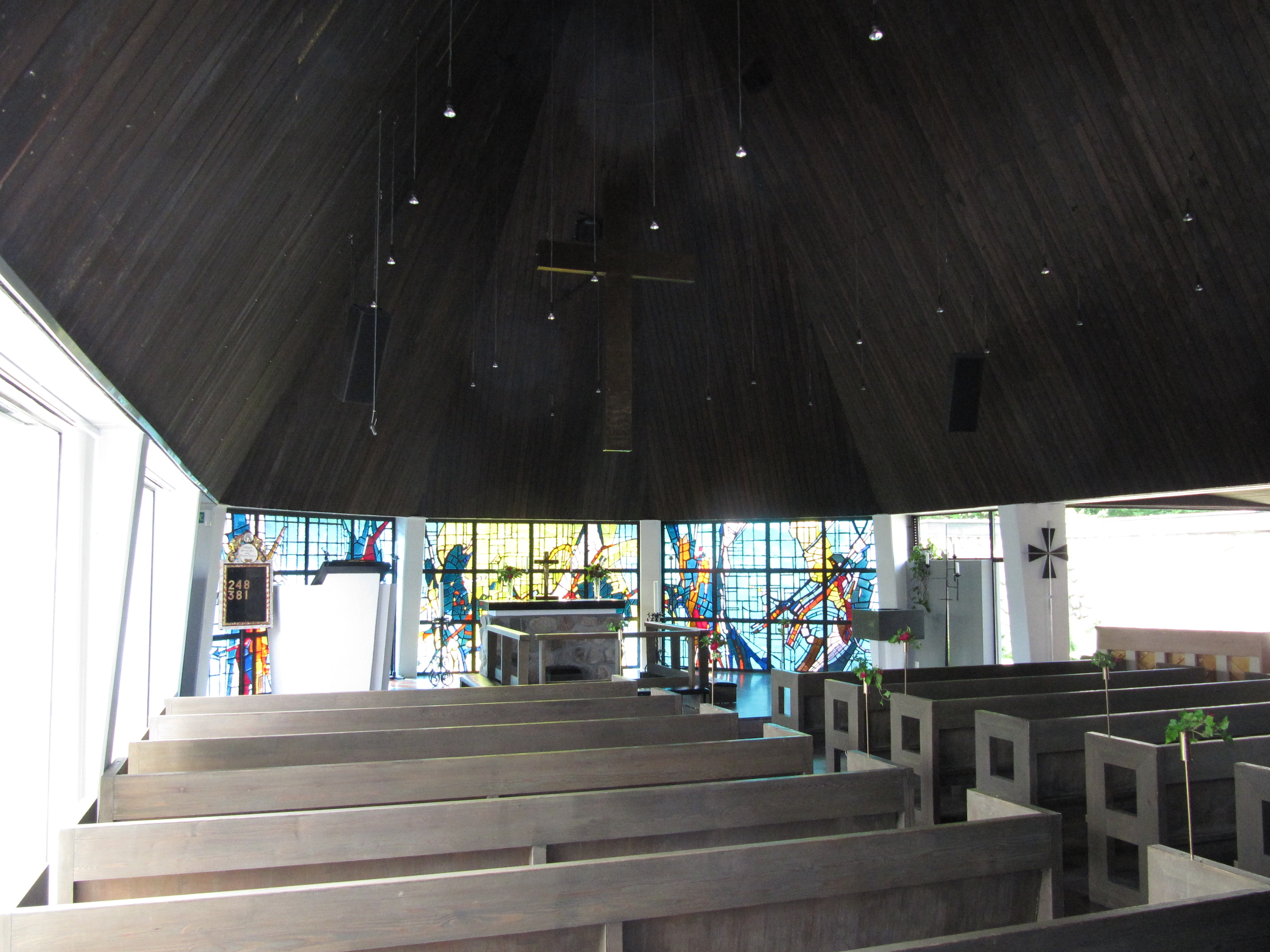
Kyrkorum

Lammhults kyrka är en kyrkobyggnad som tillhör Lammhults församling i Växjö stift. Kyrkan ligger i samhället Lammhult öster om riksväg 30.

## Kyrkobyggnaden
Kyrkan uppfördes 1964 efter ritningar av arkitekt Claes Knutson och invigdes Bönsöndagen 1964 av biskop David Lindquist. Kyrkan är byggd av natursten och täcks av ett brant valmat sadeltak klätt med spån. Runt omkring kyrkan finns innergårdar som omges av stenmurar och öppnas upp mot kyrkorummet genom stora fönster. Kyrkorummets höga innertak är klätt med mörkbetsad träpanel. Kyrkan har en nord-sydlig orientering med ett tresidigt kor i söder. Vid norra sidan finns församlingslokaler som är sammanbyggda med kyrkan. 1975 blev församlingslokalerna om- och tillbyggda.
Fyra stora fönster i glasbetongmosaik har nonfigurativa glasmålninger utförda av konstnären Olle Svanlund i Malmö. Korfönstren från vänster till höger heter: Hoppet, Ljuset och Försoningen. Fönstret i kyrkorummets västra vägg mittemot ingången heter korset.

## Inventarier
- En nummertavla fanns tidigare i Aneboda gamla kyrka.
- Altaret har ett bord av svart kalksten som vilar på en sockel av murad natursten.
- Från taket ovanför altaret hänger ett stort kors ned.

### Orgel
1964 byggde J. Künkels Orgelverkstad ett elektriskt orgelverk.
| Huvudverk I   | Svällverk II      | Pedal      | Koppel |
| Gedackt 8´    | Koppelflöjt 8´    | Subbas 16´ | I/P    |
| Principal 4´  | Rörflöjt 4´       | Oktava 4´  | II/P   |
| Gemshorn 2´   | Principal 2´      |            | II/I   |
| Mixtur 3 chor | Crescendosvällare |            | I 4'/I |

### Webbkällor
- anläggningspresentation
- Wikimedia Commons har media som rör Lammhults kyrka.